# チンチーリャ・デ・モンテ・アラゴン

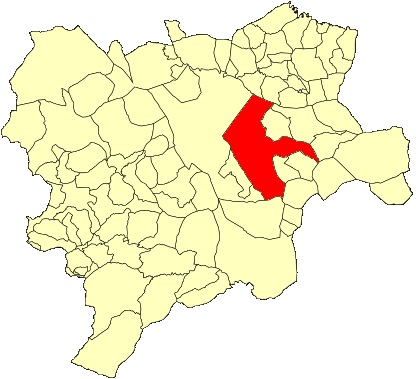

チンチージャ・デ・モンテ＝アラゴン （Chinchilla de Monte-Aragón）は、スペイン、カスティーリャ＝ラ・マンチャ州、アルバセーテ県の自治体。県都アルバセーテから約15kmの距離にある。スペイン統計局によると、2009年の登録人口は約3,803人となっているが、水の消費データから換算すると居住人口は約5000人と考えられ、その多くはチンチーリャをアルバセーテの寝るためだけの町として利用しているものと思われる。

## 歴史
新石器時代から人が定住していた。イベリア族にはモンテ・アラガ（Monte Arraga）として知られた。チンチーリャ（chinchilla）という名は、ケルト語で『短い滝』を意味するTeicheaから派生したとされ、のちラテン語のSaltigisより、Saltici、Cinxella、Suintila、Sintilaへ変化していった。
8世紀以降はイスラム支配下におかれ、ムルシア王国時代はYinyaláまたはSintinyalaと呼ばれた。
1242年、カラトラバ騎士団、サンティアゴ騎士団とともにカスティーリャ王アルフォンソ10世がアラゴン王ハイメ1世と同盟してアラブ人と戦い、チンチーリャの再征服を果たした。14世紀にはビリェーナ侯領であったが、フアン2世時代にカスティーリャ王領となった。その後、カラトラバ騎士団の騎士団長であったアラゴン王子エンリケが、ビリェーナ領主の地位を狙ったことから、カスティーリャ王家に忠実なチンチーリャは抵抗した。しかしエンリケ王子のもとへ、フアン2世の妹カタリナ王女が嫁ぐ際に、チンチーリャは持参金として渡された。アラゴンとカスティーリャの係争地となったチンチーリャは、エンリケ4世の代に彼の寵臣ディエゴ・デ・パチェコのものとなった。エンリケ4世の後継をめぐる内乱で、パチェコはフアナ・ラ・ベルトラネーハ王女側について敗北し、勝者であるイサベル1世は1480年にチンチーリャを再び王領へ併合した。カトリック両王時代から、政治経済においてアルバセテが優位となり、チンチーリャは寂れていった。しかし堅固な岩山の上に位置する戦略上の要地であったことから、スペイン継承戦争で争われ、オーストリア大公カール（のちの皇帝カール6世軍がチンチーリャを占領した。半島戦争においてもフランス軍に占領された。

## 観光

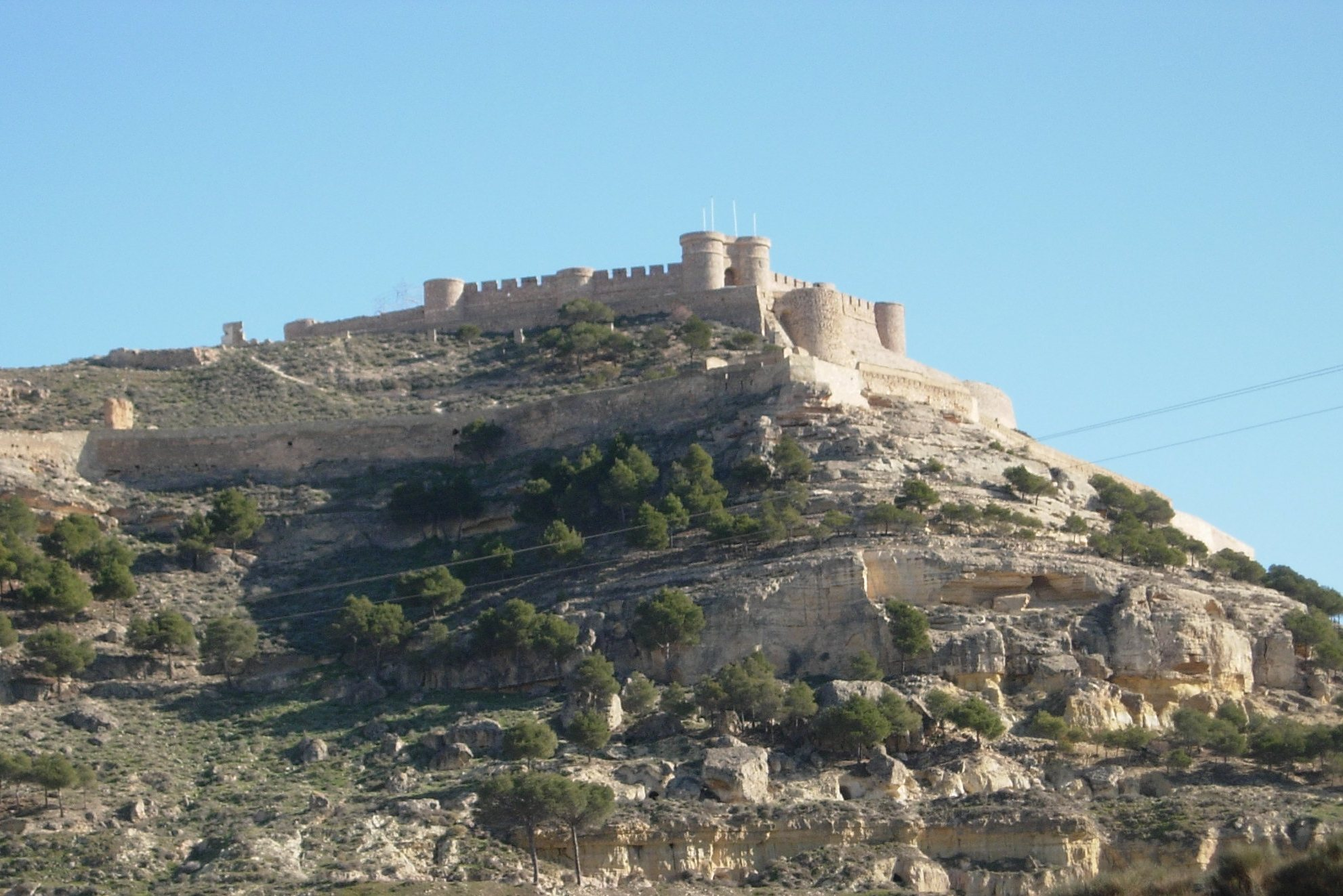
サンタ・マリア・デ・サルバドール教会　-　チンチーリャの守護聖人である、雪の聖母を祀る
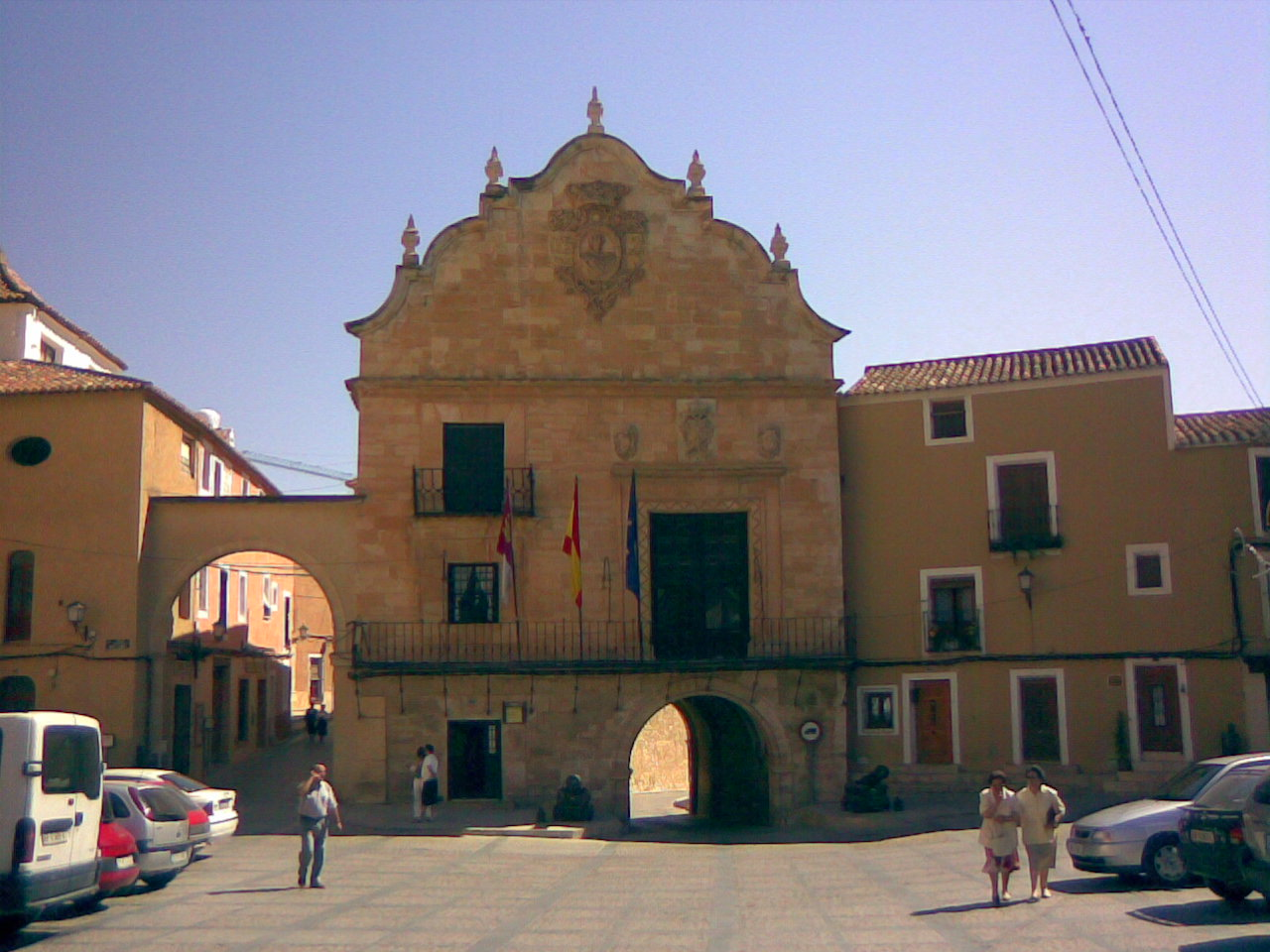
マヨール広場

- チンチーリャ城
- 城壁
- アラブ時代の浴場

- チンチーリャ城
- マヨール広場